# San Martín de Pusa
San Martín de Pusa község Spanyolországban, Toledo tartományban. San Martín de Pusa El Carpio de Tajo, Villarejo de Montalbán, Los Navalmorales, Santa Ana de Pusa, San Bartolomé de las Abiertas, La Pueblanueva és Malpica de Tajo községekkel határos. Lakosainak száma 604 fő (2024).

## Népesség
A település népessége az utóbbi években az alábbiak szerint változott:
| Lakosok száma | 769  | 784  | 837  | 841  | 847  | 771  | 685  | 642  | 585  | 604  |
|               | 2001 | 2004 | 2007 | 2009 | 2012 | 2014 | 2017 | 2019 | 2022 | 2024 |